# كارل رينغ
كارل رينغ (بالإنجليزية: Carl Ring)‏ هو منافس ألعاب قوى أمريكي، ولد في 17 مايو 1902 في بانجور في الولايات المتحدة، وتوفي في 11 يونيو 1991.

## وصلات خارجية
- كارل رينغ على موقع أوليمبيديا (الإنجليزية)